# Hatfield House
Hatfield House è una villa di campagna che sorge in un grande parco, il Great Park, a est della cittadina di Hatfield, nell'Hertfordshire, in Inghilterra. L'edificio attuale, di architettura giacobiana, venne costruito nel 1611 da Robert Cecil, I conte di Salisbury e primo ministro del re Giacomo I d'Inghilterra ed è da allora la dimora della famiglia Cecil. Si tratta di un notevole esempio di architettura giacobiana ed è attualmente abitato da Robert Gascoyne-Cecil, VII marchese di Salisbury. La casa è aperta al pubblico.

## Storia
Sul medesimo sito, in precedenza, sorgeva il palazzo reale di Hatfield. Solo una parte di esso è ancora esistente, a poca distanza dall'attuale costruzione. Questo palazzo più antico fu la casa d'infanzia e la residenza preferita della regina Elisabetta I d'Inghilterra. Costruito nel 1497 dal vescovo di Ely, il ministro di Enrico VII John Morton, si componeva di quattro ali a quadrato intorno ad un cortile centrale.
Il palazzo venne requisito da Enrico VIII insieme ad altre proprietà della chiesa. I figli di Enrico VIII, Edoardo ed Elisabetta, trascorsero la loro giovinezza a Hatfield Palace. Sua figlia maggiore Maria I d'Inghilterra visse lì tra il 1533 e il 1536, quando venne mandata a servire la principessa Elisabetta, come punizione per aver rifiutato di riconoscere il matrimonio tra suo padre e Anna Bolena e di sottostare alle riforme religiose voluto dal genitore e sovrano.
Nel 1548, quando aveva solo 15 anni, Elisabetta venne sospettata di aver illegalmente stretto patti matrimoniali con Thomas Seymour; la casa e i domestici vennero tolti dall'agente di Edoardo VI Robert Tyrwhit, ed ella venne lì interrogata. Elisabetta difese la sua condotta in modo brillante ed orgoglioso mentre Seymour venne condannato a morte nel 1549 per numerosi altri crimini contro la corona. Dopo due mesi di prigionia nella Torre di Londra ordinati dalla regina Maria, Elisabetta tornò a Hatfield.
Si dice che la quercia della regina Elisabetta che sorge sui terreni della proprietà sia il luogo in cui alla principessa venne annunciato che, in conseguenza della morte della sorella, era diventata regina. Tuttavia, questa circostanza è poco probabile visto che Maria morì nel mese di novembre. Subito dopo, appunto nel novembre del 1558, Elisabetta tenne il suo primo Consiglio di stato nella Sala Principale del palazzo.

## La Sala Principale nel 1840

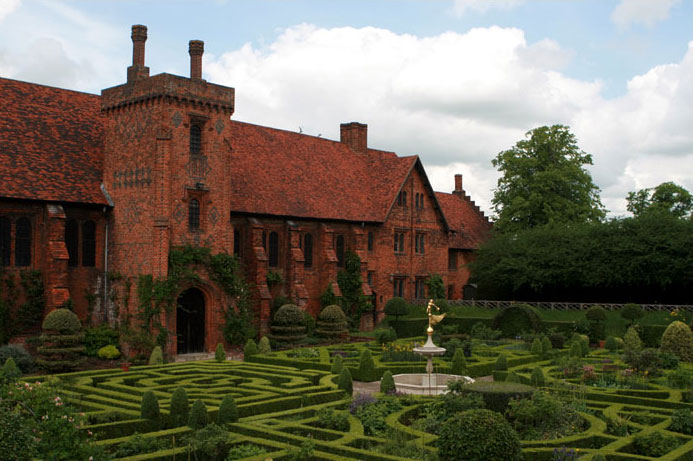
Il vecchio palazzo reale

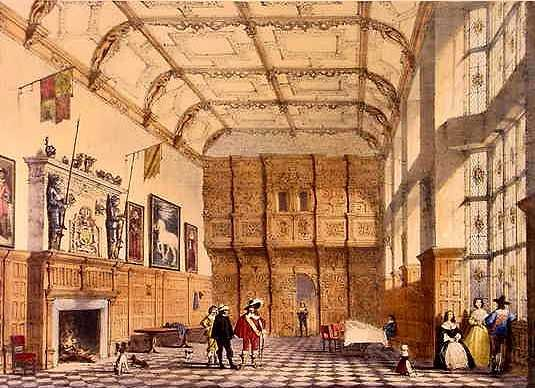
Il salone principale nel 1840

Al successore di Elisabetta, Giacomo I, non piaceva molto il palazzo e così lo diede al suo (e precedentemente della stessa Elisabetta) primo ministro Robert Cecil, primo conte di Salisbury, in cambio di Theobalds House, che era la dimora della famiglia Cecil.
Cecil demolì tre ali del palazzo reale (quella posteriore e le due laterali) nel 1608 e usò i mattoni per costruire l'attuale struttura.
Un discendente di Robert Cecil, Robert Gascoyne-Cecil, terzo Marchese di Salisbury, fu tre volte primo ministro durante gli ultimi anni di regno della regina Vittoria. La città di Salisbury (ora Harare) nella colonia di Rhodesia (ora Zimbabwe) venne fondata in quel tempo e prese nome dal marchese. Egli divenne famoso anche per aver spesso messo membri della sua famiglia all'interno del governo mentre era primo ministro. Dato che di nome faceva Robert, questa abitudine diede origine all'espressione 'Bob's your uncle' (che sta a significare più o meno "va tutto bene, tutto sarà un successo").
Hatfield House rappresenta una popolare attrazione turistica in quanto presenta molti oggetti legati alla regina Elisabetta I, inclusi alcuni guanti ed un paio di calze di seta, che si ritengono i primi in Inghilterra.
La libreria dispone di un rotolo di pergamena lungo 22 piedi (6,7 m), che mostra l'albero genealogico della regina Elisabetta con antenati che risalgono ad Adamo ed Eva. La sala di marmo ospita il "Ritratto dell'Arcobaleno" di Elisabetta I.
Le stanze di Stato ospitano molti importanti dipinti, mobili, arazzi e armature. La grande scala in legno riccamente intagliata e la preziosa vetrata colorata nella cappella privata sono le caratteristiche giacobiane della casa.

## I giardini

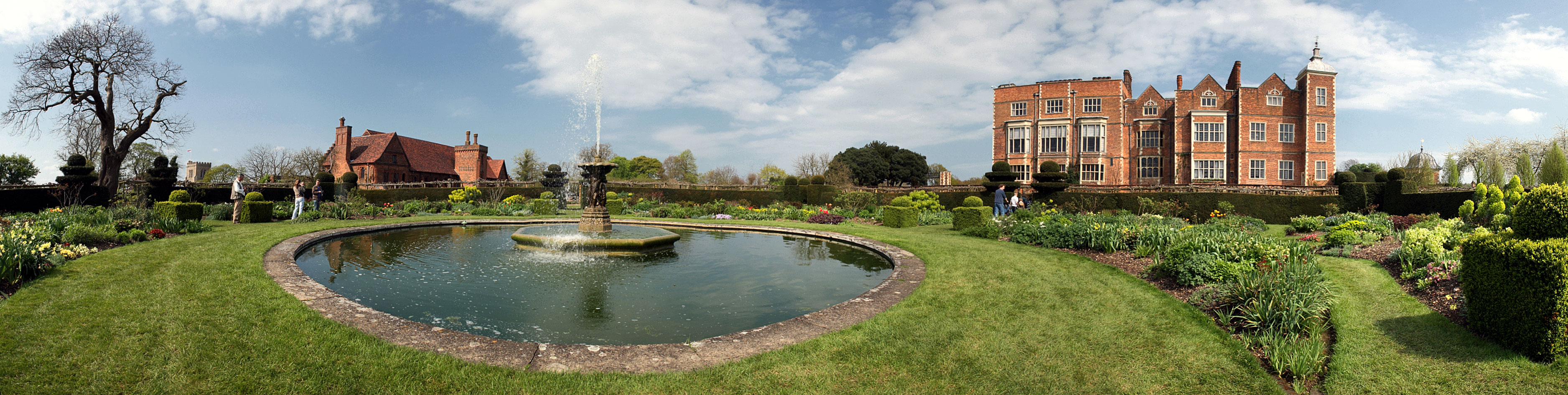
Veduta del giardino ovest

I giardini, che si estendono per 42 acri (170 000 m²), risalgono al XVII secolo e vennero progettati da John Tradescant il vecchio.
Tradescant visitò l'Europa e ne riportò alberi e piante che non erano mai stati coltivati in Inghilterra. I giardini includono frutteti, fontane, piante profumate, parterre d'acqua, terrazzi, orticelli di odori e un labirinto. Vennero abbandonati all'incuria nel XVIII secolo, ma in periodo vittoriano iniziò un restauro che continua ancora oggi sotto la tutela dei marchesi di Salisbury.
Durante la prima guerra mondiale, il luogo fu usato per testare i primi carri armati britannici. Un'area fu scavata con trincee e crateri e ricoperta con filo spinato per rappresentare la terra di nessuno e le linee tedesche sul fronte occidentale.
Per commemorare questo fatto, l'unico carrarmato Mark I superstite fu installato a Hatfield dal 1919 fino al 1970, prima di essere trasferito al The Tank Museum di Bovington.

## Set cinematografico
La villa è stata utilizzata anche nel mondo del cinema (es. per il film Batman del 1989) e dei videogiochi. Compare come Croft Manor, residenza della lady e archeologa Lara Croft nei film Lara Croft: Tomb Raider (2001) e Tomb Raider - La culla della vita (2003) e nei videogiochi Tomb Raider: Legend (2006), Tomb Raider: Anniversary (2007), Tomb Raider: Underworld (2008) e Rise of the Tomb Raider (2015); in quest'ultimo caso, viene mostrato dal lato posteriore e in penombra).
Fu utilizzata nella prima stagione della serie tv The Crown come residenza della regina Maria di Teck. Apparsa anche nella pellicola Mortdecai, nel 2018 la villa viene utilizzata come location per il film di Yorgos Lanthimos La favorita, nel 2019 come set per il video musicale del singolo Sucker dei Jonas Brothers. 
Nel 2020 viene utilizzata per alcune scene del film Enola Holmes di Harry Bradbeer e per la serie televisiva Bridgerton.